# Conselho Europeu de Estudantes de Tecnologia
Board of European Students of Technology (BEST), é uma organização de estudantes, não-governamental, apolítica e sem fins lucrativos. O BEST é composto por cerca de 3800 voluntários que são membros dos grupos locais situados em 94 universidades técnicas europeias em 32 países.

## Actividades
- Fornecer educação complementar
- Fornecer apoio à carreira
- Aumentar o envolvimento na educação[1]

## Estrutura
A estrutura do BEST é dividida em três níveis: local, regional e internacional. Cada um dos 94 Grupos Locais BEST (LBG’s) representa a organização de forma local na sua universidade. De modo a haver uma comunicação mais fluente entre os LBG’s e a parte Internacional do BEST, os 94 LBG’s estão divididos em 11 regiões que são coordenadas por Regional Advisers (Conselheiros Regionais). A parte Internacional do BEST consiste em 10 departamentos com diferentes objectivos. Toda a organização é gerida a partir da Direção internacional (International Board).

### Grupos Locais BEST
Um grupo Local BEST é uma organização dos vários membros do BEST na mesma universidades. Estes grupos são responsáveis por promover e organizar as actividades do BEST na sua universidade.

### Departamentos Internacionais
| Departamentos Internacionais       | Descrição |
| ---------------------------------- | --- |
| Competitions Department            | O propósito do Departamento de Competições é fornecer suporte e desenvolver a qualidade das Competições de Engenharia de acordo com as necessidades do BEST.                                                                                        |
| Corporate Relations Department     | O Departamento de Relações Corporacionais ajuda o Tesoureiro a fornecer os recursos ao BEST Internacional para trabalhar e chegar às necessidades da organização.                                                                                   |
| Design Department                  | O Departamento de Design existe para fornecer materiais gráficos referentes à necessidade do BEST de maneira a manter e fortalecer a imagem do BEST.                                                                                                |
| Educational Involvement Department | O propósito do Departamento de Envolvimento Educacional é aumentar a consciência dos estudantes relativa ao envolvimento em matérias educacionais; bem como recolher a opinião destes e fazê-la chegar aos mais altos cargos a nível de educação.   |
| Grants Department                  | O Departamento de Bolsas coopera com financiadores em ordem para assegurar apoio financeiro através de bolsas (grants) |
| IT Department                      | O Departamento de Tecnologias de Informação é o Departamento do BEST que verifica as necessidades a nível de IT da Organização. O Departamento de TI fornece os recursos técnicos para suportar a organização e atingir os seus objectivos e visão. |
| Membership Department              | O Departamento de Membership fornece suporte aos novos grupos locais que são fundados pela Europa. |
| Public Relations Department        | Departamento de Relações Públicas monitora, constrói e mantém a imagem externa do BEST. |
| Training Department                | O departamento de treinos certifica a fazer os membros do BEST crescer e contribuir para a organização de uma maneira efectiva. Desta maneira a organização poderá chegar aos seus objectivos e desenvolver os seus sistemas de treino.             |
| Vivaldi Department                 | O propósito do departamento de Vivaldi é supervisionar e suportar a organização dos eventos organizados de acordo com os regulamentos da organização.                                                                                               |

### Direção Internacional
| Position                                         | Nome                |
| ------------------------------------------------ | ------------------- |
| Presidente                                       | Senne J. Meeusen    |
| Tesoureiro                                       | Walid G. H. Saad    |
| Secretário                                       | Daniel Ansia Dibuja |
| Vice Presidente dos Recursos Humanos             | Egemen Nas          |
| Vice Presidente dos Projectos                    | Ifigeneia Sideri    |
| Vice Presidente dos Serviços                     | Paulina Kopton      |
| Vice Presidente para o Suporte dos Grupos Locais | Osvaldo Gonzalez    |

## Organizações Parceiras
O BEST colabora com quatro outras organizações de estudantes:
- bonding-studenteninitiative e.V.[2] (da Alemanha, desde 1997)
- Canadian Federation of Engineering students,[3] desde 2010
- Association des États Généraux des Étudiants de l'Europe (AEGEE) [4] (desde 2010)
- European Students of Industrial Engineering and Management (ESTIEM)[5] (desde 2011)

O BEST também representa os seus estudantes em algumas redes temáticas. Como por exemplo:
- Sputnic[6]
- VM-Base[7]
- TREE[8]
- EIE-Surveyor[9]

O BEST também é membro das organizações envolvidas na educação de Engenharia:
- SEFI,
- IFEES[10]
- FEANI.[11]